# 문의중학교
문의중학교(文義中學校)는 대한민국 충청북도 청주시 상당구 문의면 미천리에 있는 공립 중학교이다.

## 학교 연혁
- 1951년 10월 4일 : 문의중학교 설립인가
- 1951년 11월 5일 : 개교 및 입학식(154명)
- 1951년 11월 5일 : 초대 김홍배 교장 취임
- 1983년 11월 5일 : 교사 신축(교실 6, 관리실 3)
- 2012년 3월 1일 : 자율학교 운영(2012.03.01~2017.02.28)
- 2012년 3월 1일 : 과목중점형 교과교실제 운영
- 2014년 3월 1일 : 특수학급 1학급 신설
- 2015년 3월 1일 : 3학급으로 변경인가
- 2023년 9월 1일 : 제31대 지형근 교장 취임
- 2023년 12월 29일 : 제71회 졸업식(10명) 총 8,179명
- 2024년 3월 4일 : 신입생 10명 입학

## 참고 자료
- 문의중학교 - 한국교육학술정보원 학교알리미